# شبه جزيرة يوركي
شبه جزيرة يوركي (بالإنجليزية: Yorke Peninsula)‏ نتوء كبير في البحر في جنوب أستراليا. تصل إلى المحيط الهندي، ثم يحدّها خليج سبنسر وخليج سانت فينسنت. ويبلغ طولها 240 كم، ويتراوح عرضها بين 15 و20 كم. وتتميَّز شبه جزيرة يوركي بأنها مسطحة، متقلِّبة التربة، وذات مساحة منخفضة، تغطيها تربة خصبة، يميل لونها إلى الأحمر المشوب باللّون البني. وعلى الرغم من أنّ الأمطار تتساقط على الجزيرة بمقدار 380 ملم فقط في العام، فإن الإدارة الواعية جعلت شبه الجزيرة واحدة من أجود الأراضي المهمّة في جنوبي أستراليا التي ينمو فيها الشعير، وكذلك تُزْرع فيها المحاصيل الغذائية العلفية، وتُربَّى فيها المواشي في مزارع مختلطة كبيرة. وهناك تسهيلات وافرة في ولارو، وأردروسان، وميناء جيلز.
أما المدن الرئيسية فهي كادينا، ولارو، وميتلاند، ومونتا، ويوركتاون.
كان السكان الأصليون بالمنطقة من قبيلة نارانجا البدائية. وقد سمّى الكابتن ماثيو فيليندرز شبه الجزيرة هذا الاسم تَيَمُّنًَا بالشريف تشارلز يوركي، أول قائد للقوات البحرية.
وعندما بدأ فلاَّحو القمح زراعة المحاصيل فوق شبه الجزيرة، انقسم عدد كبير من المستأجرين الرّعاة إلى صغار ملاّك، وذلك بعد عام 1865. وفي نهاية القرن التاسع عشر، كان لشبه الجزيرة 20 حاجزًا من الماء، وأرصفة بحرية تسهّل عليهم جمع الحبوب. وقد تسبّب تطوّر طرق النقل بعد الحرب العالمية الثانية، وتقديم التسهيلات الكبيرة عام 1952 في تدهور كثير من موانئ شبه الجزيرة.

## معرض صور

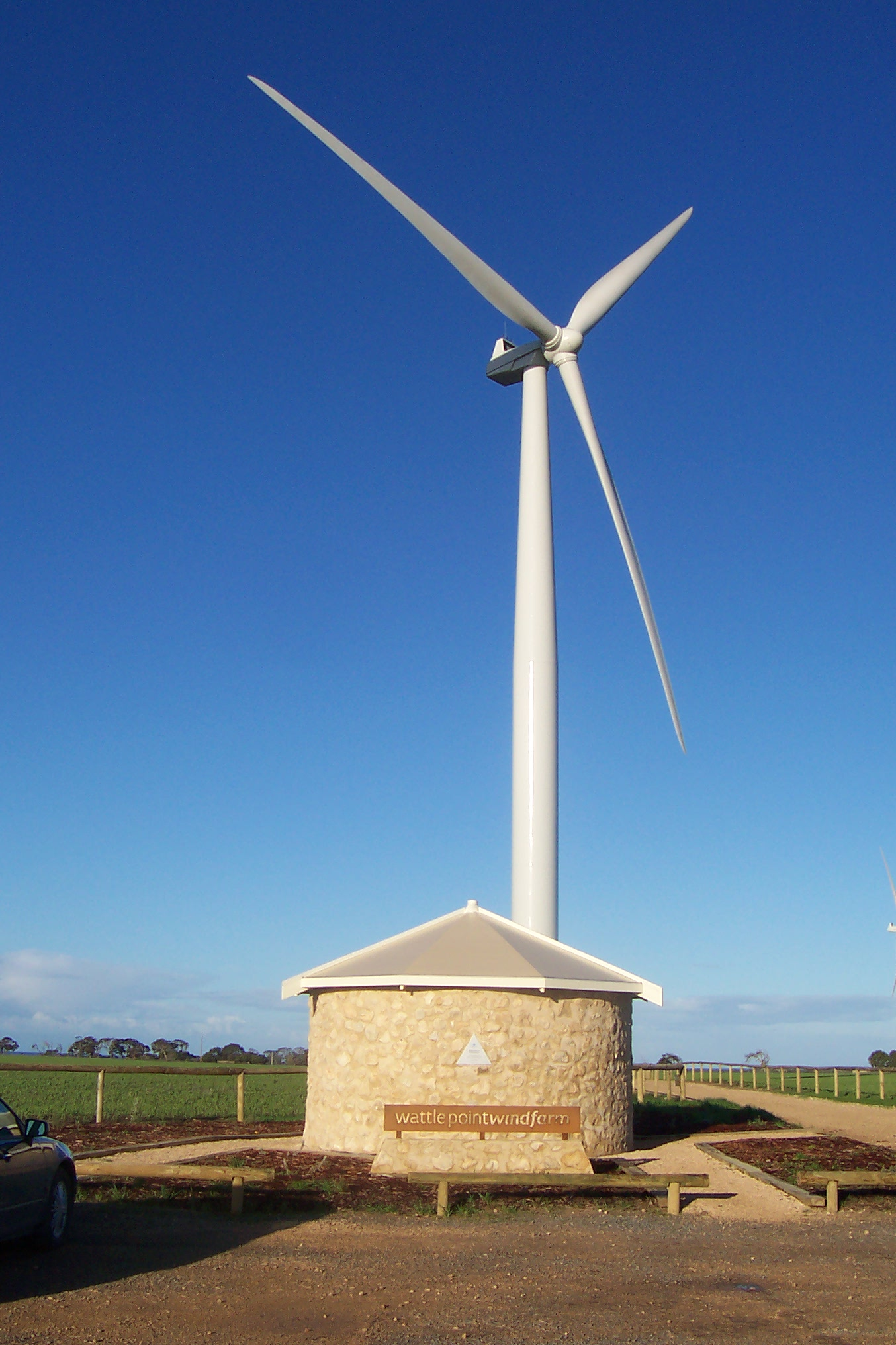
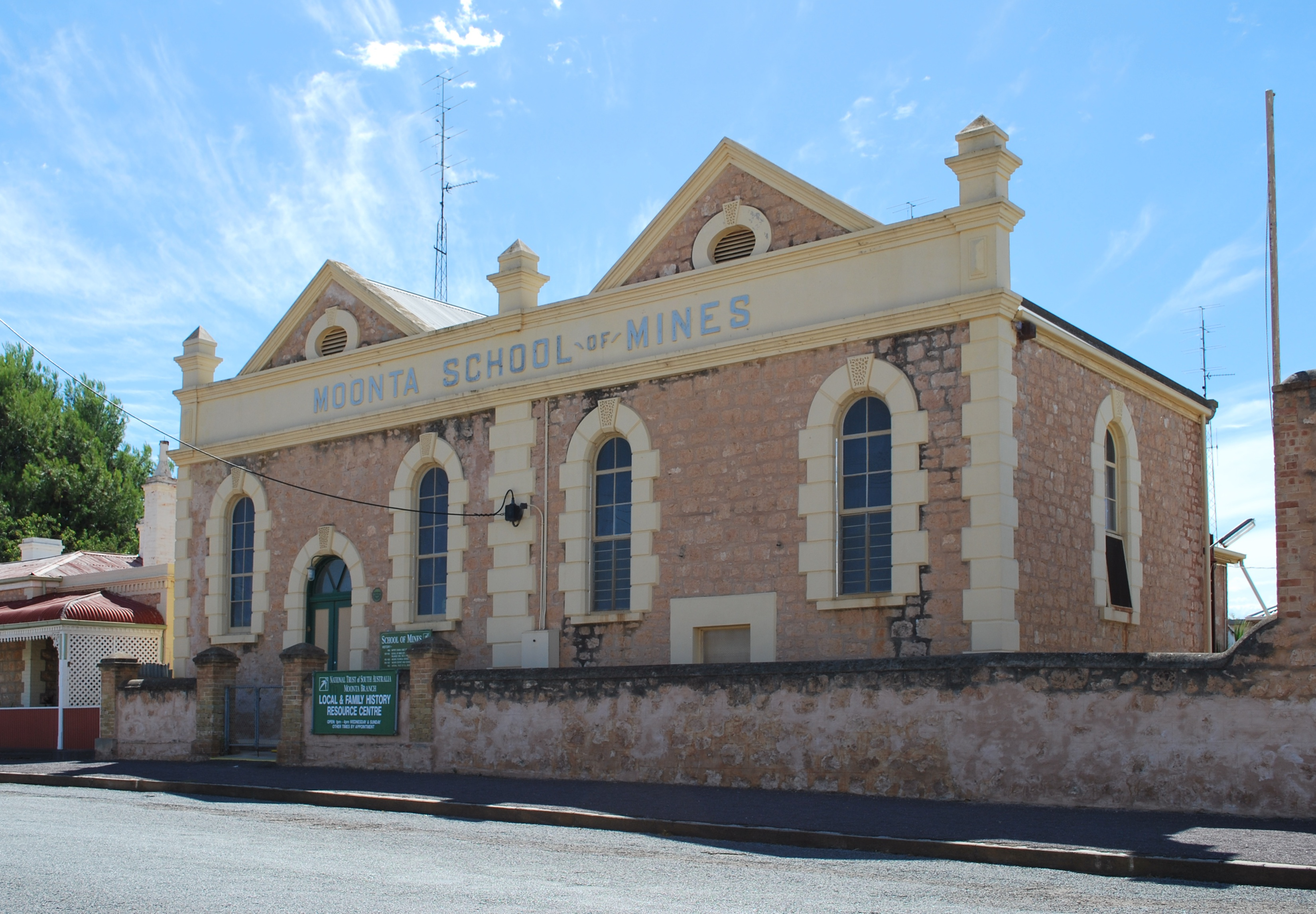
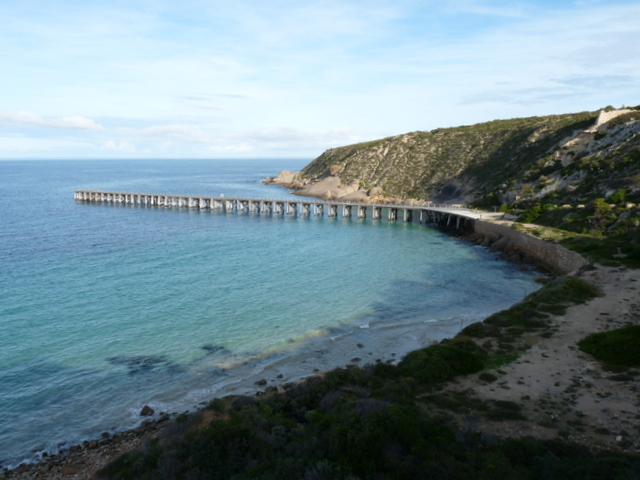
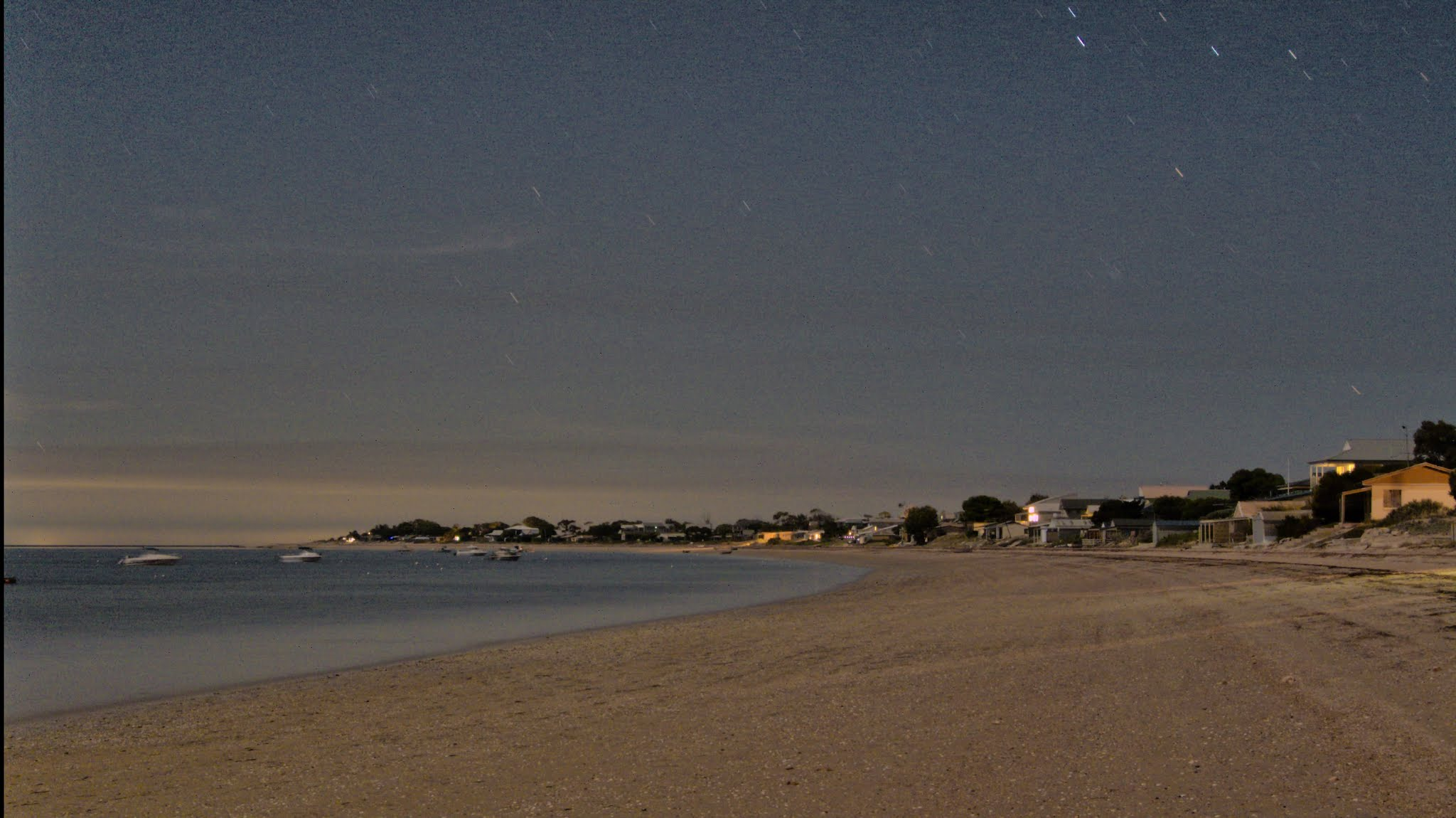
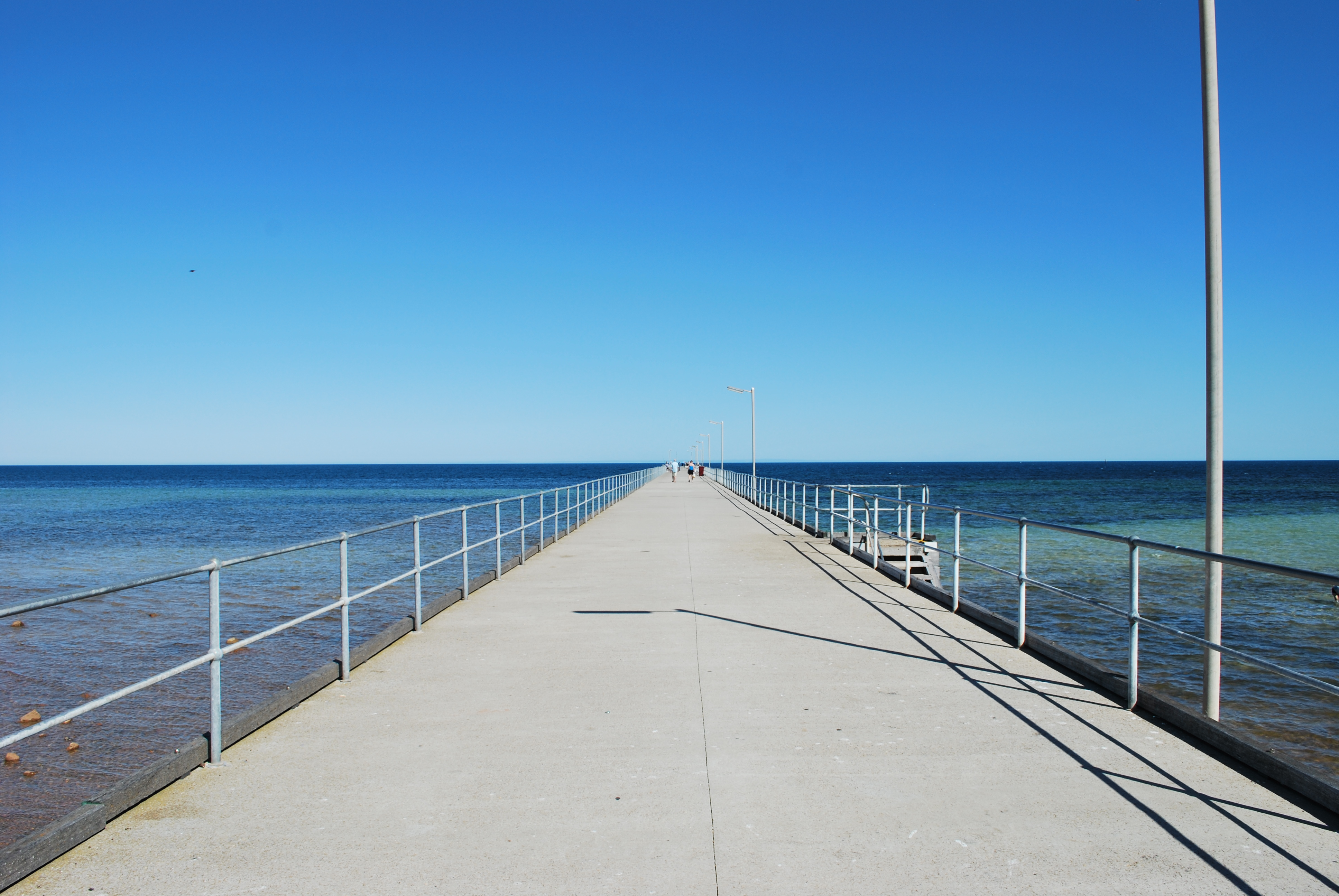

## أعلام
- بيرني فينس